# Tabernaemontana eglandulosa
Tabernaemontana eglandulosa là một loài thực vật có hoa trong họ La bố ma. Loài này được Stapf miêu tả khoa học đầu tiên năm 1894.